# Gardiner (Montana)
Gardiner is een plaats (census-designated place) in de Amerikaanse staat Montana, en valt bestuurlijk gezien onder Park County. Het is de enige plaats dat gedurende het gehele jaar toegang biedt tot het nabijgelegen Yellowstone National Park.

## Demografie
Bij de volkstelling in 2000 werd het aantal inwoners vastgesteld op 851. Maar er arriveren jaarlijks niet minder dan 700.000 toeristen omwille van de nabijgelegen Mammoth Hot Springs en Yellowstone National Park.

## Geografie
Volgens het United States Census Bureau beslaat de plaats een oppervlakte van
10,0 km², waarvan 9,8 km² land en 0,2 km² water. Gardiner ligt op ongeveer 1967 m boven zeeniveau.

## Plaatsen in de nabije omgeving
De onderstaande figuur toont nabijgelegen plaatsen in een straal van 68 km rond Gardiner.